# Église Saint-Barthélémy-et-Saint-Laurent de Loché-sur-Indrois
Pour les articles homonymes, voir Église Saint-Barthélemy et Église Saint-Laurent.
L’église Saint-Barthélémy-et-Saint-Laurent de Loché-sur-Indrois est un édifice religieux, dédié au culte catholique, situé au centre du bourg de Loché-sur-Indrois, une commune du département d’Indre-et-Loire.
Si la plus grande partie de son gros œuvre date des XIIe et XIIIe siècles, elle a succédé à un édifice du Xe siècle dont subsistent encore quelques maçonneries. 
Sa façade est inscrite au titre des monuments historiques depuis 1952 et trois éléments de son mobilier sont recensés dans la base Palissy des objets protégés par le ministère de la Culture. C'est en 2015 une église paroissiale.

## Localisation
L'église de Loché-sur-Indrois se trouve au centre du chef-lieu communal, dans la vallée de l'Indrois. En bordure de la D 9, principale rue traversant le centre de Loché, elle est entourée des maisons les plus anciennes du bourg. Comme la plupart des églises catholiques, elle est rigoureusement orientée ouest-est.

## Historique
La façade de l'église comporte des maçonneries en petit appareil, vestiges d'un édifice plus ancien, peut-être de la fin du Xe siècle,.
Au XIIe siècle, l'église est une possession des moines de l'abbaye Saint-Sauveur de Villeloin, ce qui est confirmé par une bulle d'Adrien IV en 1156. Un an plus tard, Loché-sur-Indrois est une paroisse. De cette époque date la principale campagne de construction de l'église contemporaine.
Le chevet plat qui termine la chœur date vraisemblablement du XIIIe siècle.
Au XIXe siècle, un auvent en bois protégeant le portail est détruit. En 1890, les voûtes de l'église, jusqu'alors garnies de lambris, sont doublées en briques. Cette même année, deux statues en bois du XVe siècle qui décoraient l'église et qui provenaient de l'église d'Aubigny détruite sont vendues  ; l'une d'entre elles, représentant saint Jean au calvaire, se trouve au musée du Louvre, l'autre (Mater dolorosa) au Metropolitan Museum of Art de New York. 
La façade de l'église est inscrite au titre des monuments historiques par arrêté du 11 juillet 1952.
En 2015, l'église de Loché-sur-Indrois est une des églises de la paroisse de Montrésor.

## Architecture et mobilier

### Description et architecture
La façade ouest de l'église est percée d'une porte en plein cintre dont la voussure est composée d'une double moulure torique prenant appui sur les chapiteaux de colonnes engagées ; des traces d'anciennes peintures subsistent sur cette voussure. À gauche de cette porte se remarquent des vestiges d'un édifice antérieur, certainement une église du Xe siècle : un mur parementé en petit appareil, une porte et une fenêtre en plein cintre condamnées ; la disposition de ces vestiges laisse penser que la largeur de la nef de cette première église était inférieure à celle qui lui a succédé et que l'église s'est agrandie vers le midi ; les plus anciennes maçonneries en appareil irrégulier de moellons alors que les plus récentes font appel au moyen appareil de tuffeau
La nef unique se compose de quatre travées contrebutées extérieurement par des contreforts plaqués qui séparent les travées. Chaque travée prend jour par une fenêtre de chaque côté. Ses voûtes en briques recouvertes de plâtre, modernes, masquent la charpente lambrissée d'origine.
Sans interposition d'un transept, le chœur succède directement à la nef. construit à la fin du XIIe siècle ou au début du XIIIe siècle, il se termine, à l'est, par un chevet plat de la même époque. Voûté sur croisée d'ogives, trois fenêtres en plein cintre l'éclairent. Dans l'un de ses angles, un chapiteau primitif est peut-être un vestige en remploi de l'ancienne église car son style n'est pas comparable à celui des autres chapiteaux.

### Mobilier et décor
Trois objets de cette église sont inscrits dans la base Palissy :
- un tabernacle des XVIIe et XVIIIe siècles pourvu d'un ostensoir doré permettant l'exposition du Saint Sacrement (inscription le 25 juillet 1977)[11] ;
- une statue en bois du XVIIe siècle représentant le Christ en croix (inscrit le 7 mai 1973)[12] ; sur cette représentation, le visage de Christ est souriant, caractère peu commun[13] ;
- un calice du XVIIe siècle (inscrit le 7 mai 1973)[14].

## Pour en savoir plus